# Inopacan
Inopacan (Bayan ng Inopacan) är en kommun i Filippinerna. Kommunen ligger på ön Leyte, och tillhör provinsen Leyte. Folkmängden uppgår till 18 680 invånare.

## Barangayer
Inopacan är indelat i 20 barangayer.
| - Apid - Cabulisan - Caminto - Can-angay - Caulisihan - Conalum - De los Santos (Mahilum) - Esperanza - Guadalupe - Guinsanga-an | - Hinabay - Jubasan - Linao - Macagoco - Maljo - Marao - Poblacion - Tahud - Taotaon - Tinago |

## Bildgalleri

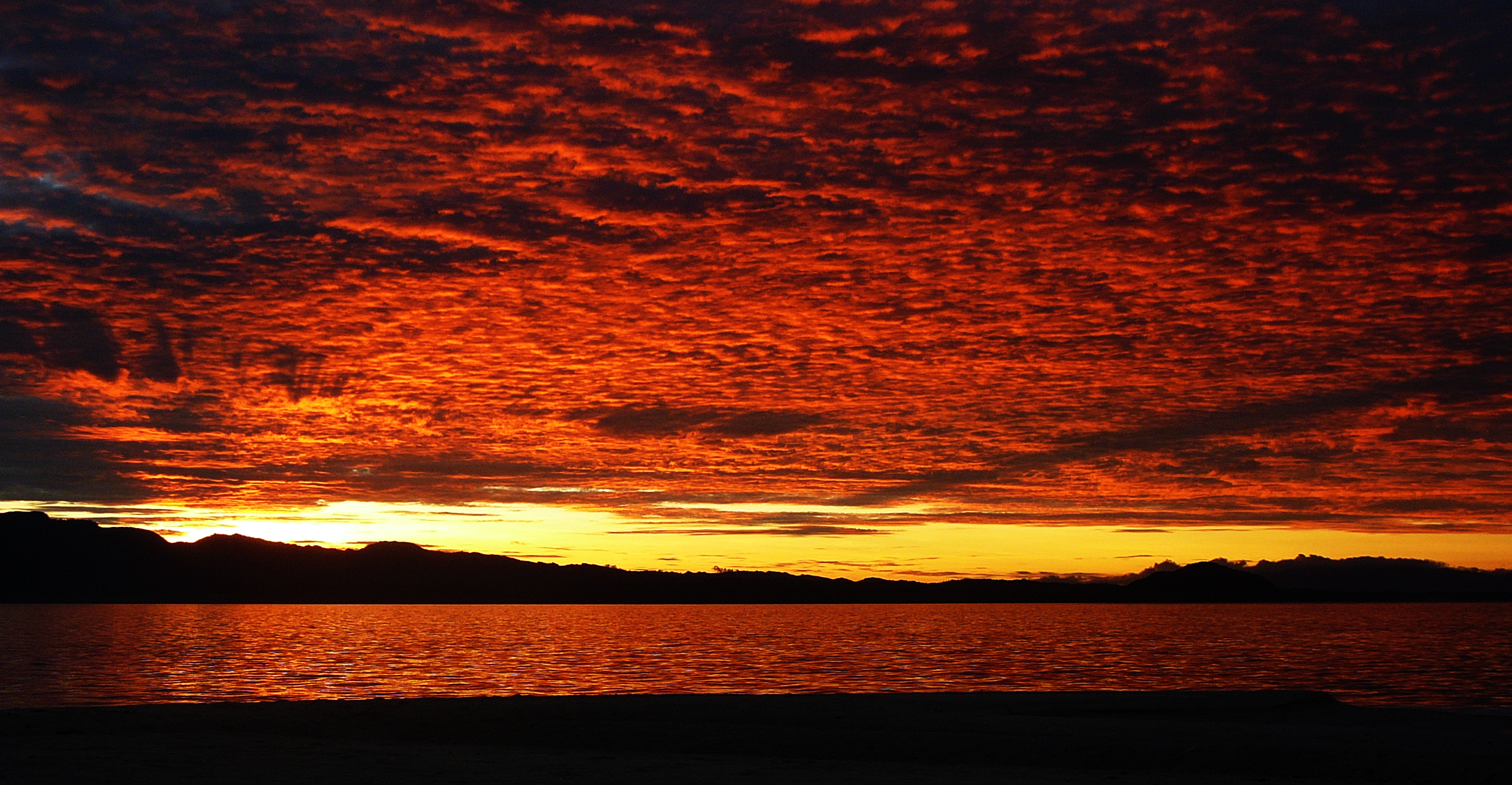